# Paul Ferguson
Paul Ferguson (Matthew Paul Ferguson; ur. 31 marca 1958 roku) – brytyjski perkusista znany z działalności w zespole Killing Joke.

## Dyskografia
Z Killing Joke
- Turn To Red / Almost Red EP (1979)
- Killing Joke (1980)
- What's THIS For...! (1981)
- Ha! Killing Joke Live (1982)
- Revelations (1982)
- Fire Dances (1983)
- Night Time (1985)
- Brighter than a Thousand Suns (1986)
- Absolute Dissent (2010)
- MMXII (2012)

Z Warrior Soul
- Last Decade Dead Century (1990)

Z Murder Inc.
- Corpuscle EP (1992)
- Murder Inc. (1992)

Z Crush
- Crush (1993)